# 马斯德隆德尔
马斯德隆德尔（法語：Mas-de-Londres，法語發音：[ma(s) də lɔ̃dʁ]）是法国埃罗省的一个市镇，属于洛代沃区。

## 地理
马斯德隆德尔（43°46'53"N, 3°45'9"E）面积19.06 平方千米，位于法国奧克西塔尼大區埃罗省，该省份为法国南部沿海省份，南濒地中海，西南接奥德省，西北接塔恩省和阿韦龙省，东北与加尔省接壤。
与马斯德隆德尔接壤的市镇（或旧市镇、城区）包括：卡兹维埃耶、隆德尔圣母村、鲁埃、圣马丹德隆德尔、瓦尔弗洛内斯、维奥勒昂拉瓦勒。

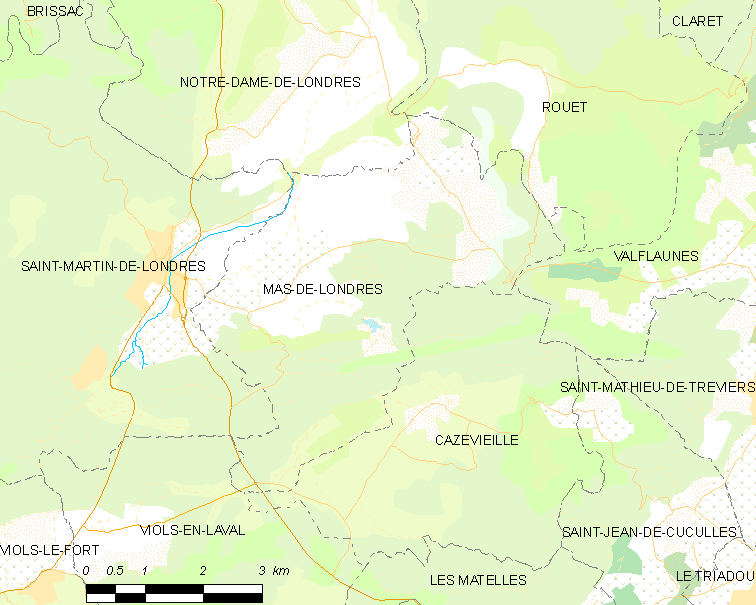
马斯德隆德尔的OSM定位图

马斯德隆德尔的时区为UTC+01:00、UTC+02:00（夏令时）。

## 行政
马斯德隆德尔的邮政编码为34380，INSEE市镇编码为34152。

## 政治
马斯德隆德尔所属的省级选区为洛代沃县。

## 人口

1962-2008年间马斯德隆德尔人口变化图示

马斯德隆德尔于2022年1月1日时的人口数量为673人。